# مشیت علایی
مشیت علایی، زاده ۱۳۲۸ در شهر کاخک شاعر و نویسنده ایرانی است (وی فرزند آقای جلال علایی کاخکی، شهردار سابق شهرهایی همچون: بیرجند، گناباد، تربت جام و طرقبه است). وی در سال ۱۳۸۵ با کتاب دانش‌نامه زیباشناسی برنده جایزه کتاب سال جمهوری اسلامی شد. (او ویراستار این اثر بود).
علایی دارای مدرک کارشناسی ارشد در رشته زبان و ادبیات انگلیسی از دانشگاه تهران است و مدتی نیز در این دانشگاه به تدریس مشغول بود.

## آثار و فعالیت‌های ادبی
- سرپرستی و ترجمهٔ دایره المعارف زیبایی‌شناسی ۱۳۸۴ نشر مرکز مطالعات و تحقیقات فرهنگی و هنری وزارت ارشاد اسلامی
- سرپرستی، ترجمه و ویراستاری دانشنامهٔ زیبایی‌شناسی، ۱۳۸۵ فرهنگستان هنر و ادب فارسی
- تألیف مجموعه مقالات صدای پرشور۱۳۸۵ نشر اختران
- ترجمه مجموعه مقالات جستارهایی در زیبایی‌شناسی نشر اختران ۱۳۸۶
- ترجمه مجموعه مقالات از برمودس، گارنر و... به نام "هنر و اخلاق" نشر از سوی فرهنگستان هنر و ادبیات فارسی
- تألیف مجموعه مقالات "شکلهای زندگی" دربارهٔ ادبیات داستانی معاصر (در دست چاپ)
- ترجمه " بعد از نقد نو" اثر فرانک لتریچیا(در حال ویرایش) انتشارات مینوی خرد
- مقدمه‌نویسی و همکاری در ترجمه "دانشنامه جامعه شناسی" (در دست چاپ)نشر ثالث

## جوایز
- انتخاب به عنوان عضوی از ۲۰۰۰ منتقد و محقق برجسته قرن بیستم از سوی دانشگاه کمبریج به مناسبت سال ۲۰۰۰
- جایزه بهترین مقاله سال: مقاله‌ای دربارهٔ نوتروفرای چاپ شده در مجله ادبیات و فلسفه سال ۱۳۸۳
- جایزه کتاب سال: "دانشنامه زیبایی شناسی" سال ۱۳۸۵
- برنده جایزه روزی روزگاری سال ۱۳۸۸

## منبع
- خبرگزاری ایسنا[پیوند مرده]
- خبرگزاری ایبنا
- خبرگزاری ایبنا
- بانک اطلاعات نشریات کشور